# Ембріон

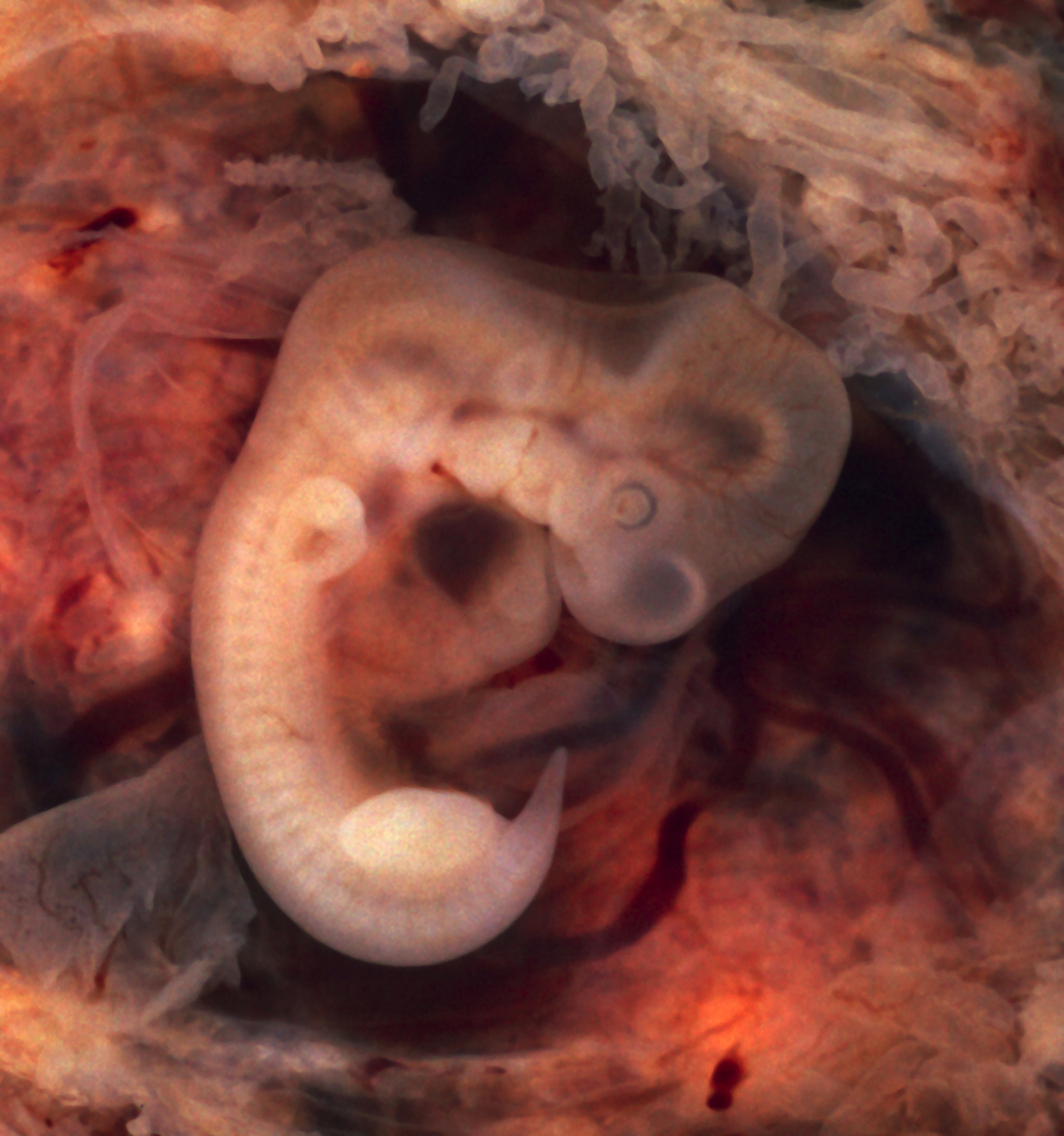
Ембріон людини при позаматковій вагітності, 1 місяць

Ембріо́н (дав.-гр. ἔμβρυον — «утробний плід», «зародок») — організм, починаючи зі стадії зиготи до народження чи виходу з яйцевих оболонок. Термін «ембріон» застосовують щодо ранніх стадій розвитку тварин, щодо рослин використовують термін «зародок».
У багатьох безхребетних, риб і амфібій, у яких запаси поживних речовин в яйці (жовтковому мішку) недостатні для завершення ембріонального розвитку, ембріон розвивається в личинку, здатну до самостійного живлення і наступного перетворення в майбутньому метаморфозі у дорослий організм.
У плацентарних ембріон після закладки основних органів і систем організму називається плодом. Дихання, живлення і виділення плода забезпечує плацента матері.
У людини ембріональний період розвитку закінчується між 9-м і 13-м тижнями. Всі головні структури і органи організму формуються в цей період. До кінця періоду людський ембріон досягає 30 мм довжини. Після цього ембріон вважається плодом (лат. fetus).

## Дослідження
У 2018 році дослідникам з Нідерландів (MERLN Institute і the Hubrecht Institute) вдалося виростити зразки синтетичних ембріонів гризунів, комбінуючи певні види стовбурових клітин. Даний метод допоможе вченим глибше вивчити найперші моменти процесу зародження життя, що, в свою чергу, може привести до появи нових ефективних методів боротьби з безпліддям та генетичними захворюваннями.